# Муромцева, Екатерина Львовна
Муромцева Екатерина (12 мая 1990, СССР) — российская художница.

## Биография
Родилась 12 мая 1990 года.
Окончила философский факультет МГУ (2012) и Московскую школу фотографии и мультимедиа им. Родченко (2017), обучалась на курсе И. В. Мухина.
Резидент «Гаража» (2018—2019) и WHW Akademija в Загребе (2020). В 2020—2022 годах проходила стажировку по программе Фулбрайта. С 2021 года живёт в США, преподаёт в школе искусств Университета Содружества Виргинии.
С 2015 года активно выставляется. Её персональные выставки проходили в галерее XL в центре современного искусства ВИНЗАВОД, в Музее современного искусства «Гараж», в Московском музее современного искусства, а также в Музее современного искусства в Антверпене, галерее Art Front в Токио и на Этиго-Цумари арт-триеннале. 
Выиграла программу Present Continuous Музея современного искусства в Антверпене. Лауреат премии «Инновация» (2020) и др. В 2020 году попала в рейтинг Forbes «30 до 30».
Художница работает с разными медиа: инсталляцией, видео, графикой. В ее творчестве пересекается документальное и воображаемое. «Меня интересует повествование, где документ и художественное воображение накладываются друг на друга». Обращаясь к теме памяти, Катя Муромцева ищет альтернативный способ говорить об истории. Повествование в ее работах строится от лица тех, кто исключен из процесса конструирования исторических нарративов.

## Персональные выставки
- 2015 — «На своем месте», Институт Философии РАН
- 2015 — «На своем месте», школа Родченко
- 2017 — «Больше нас», галерея XL, Винзавод
- 2018 — «Без четверти 12», галерея XL, Винзавод
- 2018 — «Здесь был Вася», инсталляция в рамках выставки «Дорогие зрители», Музей «Гараж», Москва
- 2019 — «Пока ты спал, я посадила дерево», Мастерские музея «Гараж», Москва
- 2019 — «Жесткий мужской портрет», галерея XL, Винзавод
- 2019 — «То, что бывает с другими», Московский музей современного искусства (MMOMA)
- 2019 — «Лучше хором», галерея «Пересветов переулок», Москва
- 2020 — «Без пятнадцати двенадцать», Музей современного искусства, Антверпен
- 2020 — «Как стать невидимым», галерея GMK, Загреб
- 2021 — «Разница во времени», галерея XL, Москва
- 2022 — «Breaking history», галерея «Андерсон», Ричмонд (США)
- 2022 — «Женщины в чёрном против войны», Этиго-Цумари арт-триеннале (Япония)
- 2022 — «Breaking history», галерея Арт-фронт, Токио
- 2023 — «Женщины в чёрном против войны», Пушкин-хаус, Лондон
- 2024 — «По склонам речи», пространство «Ника проджект», Дубай

## Избранные групповые выставки
- 2014 — «Резервация», Артплей
- 2015 — «Голоса», галерея А3
- 2016 — «Обратный просмотр», галерея на Шаболовке
- 2016 — «Radar 2.0», F/Stop Festival, Leipzig
- 2017 — «Виновен», ММСИ
- 2017 — «Восьмой уровень», Винзавод
- 2017 — Мастерская`17, ММСИ
- 2017 — «Карточки», МВЦ Рабочий и Колхозница
- 2017 — Open day, Summer Academy, Salzburg
- 2017 — Festival «Les rendez vous de juillet», France
- 2017 — Artdocfest, Мoсква, Россия
- 2017 — Irandocfest, Tehran, Iran
- 2017 — Когда имен не давали, не считали дней, пространство фонда Смирнова и Сорокина, Москва
- 2017 — World Biennial Exhibition of Student Posters and Photography, Novi Sad, Serbia
- 2018 — Family archive, Theatre am Steg, Baden, Austria
- 2018 — Steirischerherbst festival, Graz, Austria
- 2019 — Герои нашего времени, предаукционная выставка Vladey, Московский музей современного искусства (MMOMA)
- 2019 — Учебная тревога, Винзавод, Цех Белого
- 2019 — «Пикет», инсталляция в Мастерских музея «Гараж», Москва
- 2019 — Бюро переводов, Музей современного искусства «Гараж»
- 2019 — Cosmoscow, Гостиный двор, Москва
- 2021 — Современник. Начало, Московский музей современного искусства (MMOMA)
- 2021 — «Вещи, которые мы чувствуем друг о друге», Баденский союз искусства, Карлсруэ
- 2021 — Diversity United, аэропорт Темпельхоф, Берлин
- 2021 — Crevices in Myth, Пушкин-хаус, Лондон
- 2021 — Арт-премия Кандинского, Пушкин-хаус, Лондон
- 2021 — фестиваль «Северные Альпы», Омати, Япония
- 2021 — Diversity United, Третьяковская галерея, Москва
- 2022 — Сетукийское триеннале, Япония
- 2022 — Ballots not Bullets, Уайт Бокс, Нью-Йорк
- 2022 — Room Full of Mirrors, Галерея «Фрагмент», Нью-Йорк
- 2022 — Штирийский осенний фестиваль, Грац, Австрия
- 2023 — «Великая пустота», Фонд «Руартс», Москва
- 2023 — Dystopia: Transition From Memory, Галерея «Арт-фронт», Япония
- 2023 — Rockella Residency, Нью-Йорк
- 2023 — I Trust You, Свободный центр современного искусства, Копенгаген
- 2023 — 73-23, галерея «PAL Project», Париж

## Награды и премии
- 2019 — Present Continuous, Фонд V-A-C и Музей современного искусства в Антверпене (жюри: Штефан Кальмар[англ.], Барт де Баер и Тереза Мавика)

- 2020 — премия «Инновация» в номинации «Новая генерация» (выставка «Лучше хором», галерея «Пересветов переулок»)[3]
- 2020 — «Турбулентность», премия посольства Катара в Москве
- 2020 —  Forbes Russia: 30 under 30